# Het proces tegen Mitya Karamazov
Het proces tegen Mitya Karamazov is een tweedelig hoorspel naar de roman De gebroeders Karamazov (1880) van Fjodor Dostojevski. Voor de bewerking zorgde David Tutaev. Het werd op 18 april 1961 door de Bayerischer Rundfunk uitgezonden onder de titel Der Prozeß des Mitjä Karamasoff. Katja Spierdijk-Ernst vertaalde het en de AVRO zond het uit op donderdag 1 en 15 januari 1970. De spelleiding had Kommer Kleijn.

## Delen
- Deel 1 (duur: 69 minuten)
- Deel 2 (duur: 78 minuten)

## Rolbezetting
- Paul van der Lek (Mitya Karamazov)
- Hans Karsenbarg (Aljosja)
- Jack Horn (Ivan)
- Jan van Ees (Fjodor Karamazov)
- Fé Sciarone (Groesjenka)
- Corry van der Linden (Katarina Ivanovna)
- Frans Somers (Mikhaïl Rachitjin)
- Wam Heskes (Grigori)
- Louis de Bree (vader Zossima)
- Willy Ruys (president van de rechtbank)
- Hans Veerman (de verdediger)
- Huib Orizand (de procureur-generaal)
- Jan Verkoren (parketwacht)
- Joke Hagelen & Gerrie Mantel (twee dames)
- Donald de Marcas (Smerdjakov)
- Corry van der Linden (Katarina Ivanovna)
- Paula Majoor (Lisa)
- Rien van Noppen (dokter Herzenstube)
- Han König (Trifon Barisovitsj)
- Harry Bronk (een beambte)
- Maarten Kapteijn (Frobjevski)

## Inhoud
In dit proces noemt een der getuigen de Karamazovs “een krankzinnig, begerig, wellustig stel mensen”. Dit gaat in ieder geval op voor vader Fjodor. De drie zoons representeren ieder een aspect van de Russische volksaard: Mitya is wild en onbeheerst, Ivan – atheïst – is een zelfkweller, Aljosja is vroom en zachtmoedig. Er is nog een natuurlijke zoon, Smerdjakov, die aan vallende ziekte lijdt. De vader wordt vermoord. Ofschoon Smerdjakov waarschijnlijk de dader is, voelt Ivan zich schuldig. In het gesprek met de duivel nadert hij consequent de grens van de waanzin. Ook Aljosja is schuldig, omdat volgens Dostojevski iedere mens schuld heeft aan de verschrikkingen van de huidige wereld. Tegen Mitja, de oudste broer, wordt een proces aangespannen. Een briefje aan zijn verloofde en een verdwenen som gelds zijn sterk belastende punten. Maar in het klooster, waar Aljosja als novice verbleef, heeft de monnik Zossima zich diep voor Mitya gebogen. Wat heeft hij in hem gezien? Wat heeft hij voorzien?